# 杢代龍喜
杢代 龍喜（もくだい たつよし、1875年（明治8年）11月10日 - 1944年（昭和19年）3月14日）は第6代八王子市長。八王子織物同業組合第六代組長も務めた。

## 略歴
1875年（明治8年）11月10日、八王子大横で織物業を営む長男として生まれる。杢代織物工業を支えながら1909年（明治42年）に八王子織物同業組合代議員に、1914年（大正3年）には有限責任八王子信用購買組合の組長に就任する。1920年（大正9年）に八王子織物同業組合副組長、1921年（大正10年）八王子織物同業組合組長に就任する。1922年（大正11年）には第2代八王子市長候補となるが辞退。第4代八王子市長候補の一人にも挙げられるものの動かなかった。1924年（大正13年）の第15回衆議院議員総選挙に政友会系候補して立候補するも30票差で落選した。1929年（昭和4年）には杢代織物工業を譲り八王子織物同業組合の顧問などとして活動する。
1934年（昭和9年）1月8日第6代八王子市長に就任。「東電メートル制実施反対期成同盟会」第2代会長に就任。運動が加熱し検挙者が出る事態となるがメートル制の容認と電気料金値下げで解決することとなる。その他の実績としては市庁舎新築、市立家政女学校の開校など。1937年（昭和13年）市長退任。退任後は大政翼賛会八王子支部顧問などを歴任した。1944年3月14日脳出血で死去。